# Temple protestant Saint-Jacques de Mazamet
Le temple protestant Saint-Jacques de Mazamet est un lieu de culte situé rue Saint-Jacques dans la commune de Mazamet, dans le département du Tarn. La paroisse est membre de l'Église protestante unie de France.

## Histoire

### Sous l'Ancien régime
À la Renaissance, la Réforme protestante se diffuse dans la région, qui conserve le souvenir de la croisade des albigeois contre les cathares. Le 20 février 1563 est nommé un pasteur, M. Antoine Roussel. En 1571, le premier lieu de réunion est rue du Galinier, puis en 1577 rue de la Nogarède.
Le temple est détruit en 1685, par l'édit de Fontainebleau révoquant l'édit de Nantes. L'église Saint-Sauveur de Mazamet est construite avec les pierres du premier temple protestant. Les Huguenots qui le peuvent s'exilent dans les pays du Refuge, comme Jacques Garrigue (1677-1730), orfèvre, joaillier et conseiller presbytéral de l'Église française réformée à Magdebourg, né à Mazamet. D'autres se cachent et célèbrent leur culte en secret, au Désert.

### Depuis la Révolution française
Par l'article 10 de la Déclaration des droits de l'homme et du citoyen de 1789, les protestants obtiennent de nouveau la liberté de conscience. En 1802, Napoléon Ier organise le culte protestant en consistoires par les articles organiques relatives au Régime concordataire français. L'église catholique Saint-Jacques élevée au XVIe siècle et désaffectée, est confiée au Consistoire réformé en 1802. Un cimetière protestant est ouvert, l’Église catholique refusant la sépulture aux non-catholiques.
En 1849, une chapelle méthodiste - Église libre, c'est-à-dire indépendante de l’État durant le Concordat - est fondée boulevard Soutl.
Les protestants, plus instruits, forment une bourgeoisie industrieuse qui développe les industries textiles. Mazamet se spécialise dans le délainage. Des écoles sont ouvertes, ainsi que des œuvres sociales. En janvier 1850 est fondé un hospice pour personnes âgées, la clinique du Refuge protestant, par des notables industriels de la ville et Pierre-Élie Houlès, maire de Mazamet. C'est aujourd'hui un Établissement d'hébergement pour personnes âgées dépendantes (EHPAD) conventionné.
En 1885, est construit le temple de l'Oratoire avenue Albert Rouvière. En 1946, l'Oratoire rejoint le temple Saint-Jacques et la chapelle de l’Église libre au sein de l'Église réformée de France.
Le temple Neuf, rue de la République dans le quartier de La Sagne de Mazamet, est construit en 1886 selon les plans de l'architecte toulousain Alexandre Laffon. La communauté se distingue de celle du temple Saint-Jacques, qui développe une théologie protestante libérale, en se réclamant d'une orthodoxie calviniste. Délabré, l'édifice est rendu à la municipalité en 2002 pour en faire un centre culturel. Il est inscrit au titre des monuments historiques,.

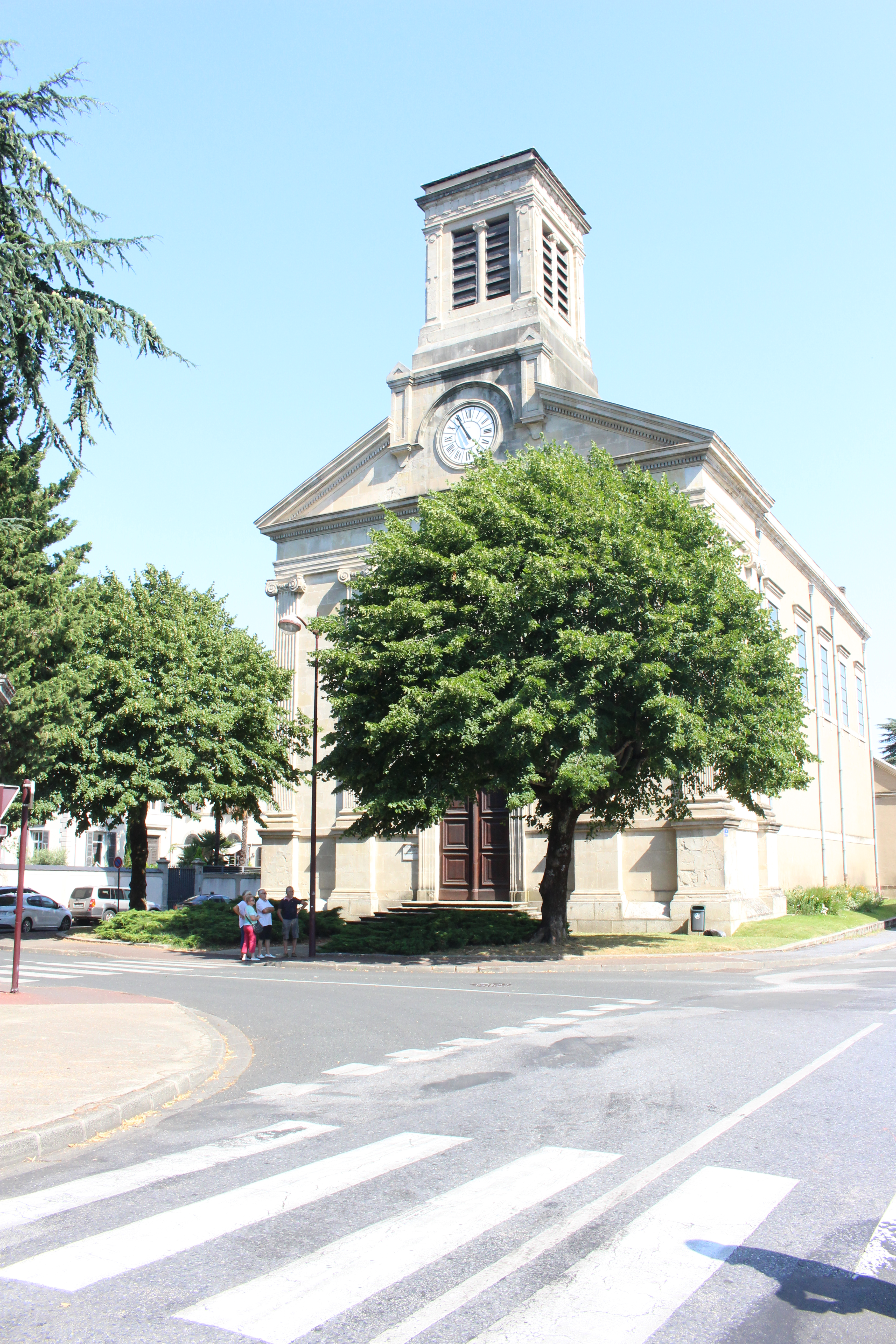
Le temple Neuf, lieu de culte protestant jusqu'en 2002.

En mars 2021, le temple Saint-Jacques est fermé pour des travaux de mise en sécurité et une opération d'entretien du clocher.
En mai 2022, Mazamet accueille le dixième synode national de l'Église protestante unie de France - depuis le rassemblement en 2013 de l'Église réformée de France et de l'Église évangélique luthérienne de France.

## Architecture
La porte en chêne, ouverte dans la nef, est structurée par une frise cannelée surmonté d'un tympan rayonnant. L'ensemble est surmontée d'une rosace.
À l'intérieur, les bancs sont disposés en arcs de cercle autour de la table de communion, sur laquelle repose une Bible ouverte. La chaire à prêcher est dans l'axe, au mur.